# Wilhelm Balthasar
Wilhelm Balthasar, nemški častnik, vojaški pilot in letalski as, * 2. februar 1914, Fulda, † 3. julij 1941, v boju blizu St. Omerja, Francija.

## Življenjepis
Wilhelm Balthasar je od leta 1933 do leta 1935 služil v artilerijskem polku nemškega Wehrmachta, nato pa je bil s činom poročnika premeščen k Luftwaffe. Novembra 1936 se je pridružil Legiji Kondor, kjer je bil dodeljen k Aufklärerkette Kampfgruppe K/88.
Svojo prvo zračno zmago je dosegel 20. januarja 1937, ko je v španski državljanski vojni opravljal izvidniško nalogo, opazil in sestrelil republikanskega lovca Polikarpov I-16. 15. marca 1937 je bil premeščen k Aufklärungsgruppe A/88, kjer je letel z letalom Heinkel He 112.
Septembra 1937 je bil premeščen k Jagdgruppe J/88, kjer je dosegel dodatnih šest zračnih zmag, med katerimi so bili štirje bombniki Tupoljev SB-2, ki jih je sestrelil 7. februarja 1938. V Nemčijo se je vrnil po 17. mesecih in 465. opravljenih bojnih nalogah, 23. marca 1938. Za sedem doseženih zračnih zmag in zasluge v boju je bil odlikovan s Španskim križem v zlatu z meči in diamanti.
Ob izbruhu druge svetovne vojne je bil Balthasar Staffelkapitän 1./JG 1, s to enoto pa je sodeloval tudi pri invaziji na Poljsko ter kasneje pri nemškem vdoru v dežele Beneluksa, preko katerih so vdrli v Francijo. V bojih nad Belgijo in Nizozemsko je dosegel svoje prve zračne zmage v drugi svetovni vojni, ko je 11. maja 1940 sestrelil tri belgijske dvokrilne lovce Gloster Gladiator in francoskega lovca Morane-Saulnier M.S.406. 23. maja je v bližini mesta Douai v Franciji sestrelil tri britanske lovce Hawker Hurricane, 26. maja je nad Francijo sestrelil še dva britanska lovca Supermarine Spitfire, 5. junija pa pet francoskih letal za zmage od 20 do 24. Že naslednji dan je dosegel nove štiri zmage (25-28). Stotnik Balthasar je bil za svoje uspehe 14. junija 1940 odlikovan z Viteškim križem železnega križa. S tem je postal za Wernerjem Möldersom šele drugi pilot, ki je prejel to visoko nemško odlikovanje. Poleg uspehov v zraku je na tleh uničil še 13 sovražnih letal, kar pa v Nemčiji ni štelo za zmago. Med francosko kampanjo je bil Balthasar najuspešnejši letalski as.
5. julija se je 1./JG 1 preimenoval v  7./JG 27, 1. septembra 1940 pa je Balthasar postal Gruppenkommandeur III./JG 3. 4. septembra, je bil na bojni nalogi nad Canterburyjem v Angliji med spopadom z britanskimi Spitfiri iz 222. skvadrona RAF zadet in ranjen v nogo. Kljub težkim ranam je Balthasar že po dveh tednih okreval in se vrnil v enoto. 23. septembra mu je uspelo s samo 88 izstreljenimi naboji in granatami sestreliti dva britanska Spitfira, novembra pa se je moral vrniti v bolnišnico zaradi slabo zaceljenih ran, dobljenih v boju v začetku septembra.
Balthasar je 16. februarja 1941 postal komodor JG 21. S to enoto je med 22. in 27. junijem dosegel devet zračnih zmag, med katerimi je pet britanskih bombnikov Bristol Blenheim sestrelil na nalogi 23. junija 1941 (32-40). Za štirideset zračnih zmag je bil 2. julija 1941 odlikovan s hrastovimi listi k viteškemu križu (Nr 17). Že naslednji dan je sodeloval na bojni nalogi v bližini mesta Aire v Franciji. Kmalu se je zapletel v spopad z britanskimi lovci. Med strmoglavim manevrom, ki ga je izvedel med bojem, se je njegovemu Messerschmittu Bf 109 F-4 (W.Nr. 7066) odtrgalo krilo, zaradi česar je strmoglavil jugovzhodno od mesta St Omer. Posmrtno so Wilhelma Balthasarja povišali v vojaški čin majorja; pokopali pa so ga z vojaškimi častmi na vojaškem pokopališču iz prve svetovne vojne v Flandriji. Njegov grob leži zraven njegovega očeta, ki je izgubil življenje v prvi svetovni vojni.
Wilhelm Balthasar je v svoji vojaški karieri dosegel 47 zračnih zmag. Sedem zmag je dosegel v španski državljanski vojni, 40 pa med drugo svetovno vojno. Med letoma 1939 in 1941 je sodeloval na okoli 300 bojnih nalogah, v Španiji pa kar na 465.

## Odlikovanja
- Železni križec 2. in 1. razreda
- Španski križ v zlatu z meči in diamanti(?)
- Viteški križ železnega križca (14. junij 1940)
  - hrastovi listi k viteškemu križu (2. julij 1941)